# Subprotelater hisamatsui
Subprotelater hisamatsui is een keversoort uit de familie kniptorren (Elateridae). De wetenschappelijke naam van de soort is voor het eerst geldig gepubliceerd in 1987 door Nakane.